# Conus ustulatus
Espèce
Conus ustulatus est une espèce de mollusques gastéropodes marins de la famille des Conidae.
Comme toutes les espèces du genre Conus, ces escargots sont prédateurs et venimeux. Ils sont capables de « piquer » les humains et doivent donc être manipulés avec précaution, voire pas du tout.

## Taxonomie

### Publication originale
L'espèce Conus ustulatus a été décrite pour la première fois en 1844 par l'éditeur et naturaliste britannique Lovell Augustus Reeve (1814-1865) dans « Conchologia Iconica, or, illustrations of the shells of molluscous animals »,.

### Synonymes
- Conus (Pionoconus) ustulatus Reeve, 1844 · appellation alternative
- Pionoconus ustulatus (Reeve, 1844) · non accepté